# El Khroub
El Khroub là một đô thị thuộc tỉnh Constantine, Algérie. Dân số thời điểm năm 2002 là 89.919 người.